# NHN다이퀘스트
NHN다이퀘스트는 2000년 3월 3일 서강대와 포항공대 자연어처리연구실 인원이 주축이 되어 설립된 자연어 처리(Natural Language Processing) 및 검색 솔루션 연구 기업으로 범람하는 정보들을 정교하고 강력한 검색기술을 사용하여 정제함으로써 사용자가 원하는 정보를 손쉽게 획득할 수 있는 새로운 검색환경을 제공한다.

전문 연구분야는 자연어처리, 통합검색, 시맨틱 검색으로 나뉘며 대표 솔루션으로 엔터프라이즈 대용량 검색엔진인 "Mariner(마리너)", 쇼핑몰 전용 검색 엔진인 "Diver(다이버)", 시맨틱 서비스 플랫폼 ‘SEMON(시몬)’, 수집 솔루션 i-Spider(아이스파이더), 소셜 분석 솔루션 Brams VOC(브람스VOC) 등이 있다.
특히 국내 최초로 GS인증을 획득하며 기술 및 상용 서비스에 인정받은 온톨로지 기반의 시맨틱 서비스 플랫폼 ‘시몬’은 법무부, 기술표준원, 국방기술품질원, 한국과학기술정보연구원 등 다수의 공공기관 프로젝트를 진행했다.
이외에도 R52 장영실상, KT 국산신기술 인증, IT 우수신기술 인증, Inno-Biz에 선정되었으며, 10개 이상의 정부지원 연구과제를 수행했다. 현재 기획재정부, 국립국어원, 안산시 민원콜센터, 경찰청, 현대증권, 신도리코, GS홈쇼핑, 인터파크 등을 포함한 1,000여 곳의 대형 기관 및 기업에 검색솔루션을 납품하였고, 국내 유수의 KMS, eCRM, EDMS, EIP, G/W, ERMS, CMS 시스템에 검색 솔루션을 제공하고 있다.